# Selección de fútbol de Liechtenstein
La selección de fútbol de Liechtenstein es el equipo representativo del país en las competiciones oficiales. Su organización está verificada por la Asociación de Fútbol de Liechtenstein, perteneciente a la UEFA.

## Historia
La selección de Liechtenstein tiene una trayectoria internacional relativamente corta. Su debut oficial llegó en 1982, cuando jugó un encuentro amistoso contra la vecina Suiza que terminó con derrota por 0-1.
Pero su estreno en torneos internacionales se haría esperar hasta la Eurocopa 1996. En la fase de clasificación Liechtenstein quedó emparejada en su grupo con Austria, Irlanda del Norte, Irlanda, Letonia y Portugal. A pesar de lograr un meritorio empate a cero contra los irlandeses, Liechtenstein perdió el resto de los partidos disputados, situándose como uno de los combinados más débiles del continente europeo.
Su debilidad se confirmó en las previas del Mundial de 1998, encajando la peor derrota de su historia, un 1-11 infligido por Macedonia.
El país tendría que esperar a la clasificatoria para la Eurocopa 2000 para lograr su primera victoria en un torneo internacional. Fue el 14 de octubre de 1998, cuando lograron vencer por 2-1 a Azerbaiyán. Pese a ello, Liechtenstein terminó nuevamente como colista de su grupo de clasificación, con un total de cuatro puntos, pues empató a cero con Hungría.
La siguiente cita fueron las clasificatorias para el Mundial 2002, en las que Liechtenstein perdió los ocho encuentros disputados, sin conseguir anotar ningún gol.
La participación en la fase previa de la Eurocopa 2004 se inició con un prometedor empate a uno ante Macedonia. A pesar de no sumar ningún otro punto en toda la clasificatoria, las actuaciones ante países como Inglaterra, donde cayeron por un exiguo 2-0, certificaban la mejoría del fútbol de Liechtenstein.
Esta progresión quedó certificada en la fase de clasificación del Mundial 2006. El 9 de octubre de 2004 Liechtenstein logró un resultado histórico en Vaduz al arrancar un empate ante Portugal, que pocas semanas antes se había proclamado subcampeona de Europa. Luego vendrían dos victorias ante Luxemburgo (obteniendo el primer triunfo a domicilio en un torneo internacional) y un empate contra Eslovaquia. Con ocho puntos, Liechtenstein completaba la mejor clasificatoria de su historia, evitando por primera vez ser el  farolillo rojo de su grupo.
En fase de clasificación de la Eurocopa 2008 sumó siete puntos, fruto de dos victorias (ante Letonia e Islandia) y un empate (también ante los islandeses). En la Clasificación de UEFA para la Copa Mundial de Fútbol de 2010, Liechtenstein logró 2 puntos, quedando último en su grupo empatando a domicilio 0-0 con Azerbaiyán y 1-1 contra Finlandia en Vaduz. Aunque fue último, las únicas goleadas que recibió fueron por parte de Alemania, 0-6 en la ida, y 4-0 en la vuelta.
En la fase de clasificación de la Eurocopa 2012 empezó perdiendo por 4-0 contra España, e hizo sufrir a Escocia de visitante. El 3 de junio consiguió su primera victoria en esta fase venciendo 2-0 ante Lituania. Posteriormente consiguió un empate fuera de casa ante esta misma selección.
Pese a esta mejora de resultados, nada de esto se vio en las Eliminatorias a Brasil 2014 donde Liechtenstein finalizó último del grupo G con 2 puntos mediante un empate de local con Letonia 1:1 y otro empate también de local con Eslovaquia 1:1.
Siempre que ha jugado contra España ha sufrido goleadas (de las peores de su historia), entre ellas, por ejemplo, en la Clasificación de la Eurocopa 2012: 0-4 y 0-6 o en la Clasificación para el Mundial Rusia 2018: 8-0 y 0-8.
Además es la única selección que ha perdido ante la selección de San Marino, la cual es considerada la más débil de Europa y una de las más débiles del mundo, siendo derrotada en tres ocasiones.

### Actualidad
Disputó durante 2021 la clasificación europea a la Copa del Mundo de Catar 2022 en el Grupo J, donde sólo consiguió igualar de local ante Armenia por 1 a 1, quedando eliminado rápidamente.
Previo al inicio del mundial, compitió en el Grupo 1 de la Liga D, cuarta y última categoría de la Liga de Naciones de la UEFA. Allí finalizó último perdiendo todos los partidos, anotando su único gol ante Andorra en la derrota por 2 a 1.

## Últimos partidos y próximos encuentros
Actualizado al último partido jugado el 9 de junio de 2025
| Fecha      | Ciudad       | Local               | Resultado | Visitante           | Competición                     |
| ---------- | ------------ | ------------------- | --------- | ------------------- | ------------------------------- |
| 08-06-2024 | Bucarest     | Rumania             | 0:0       | Liechtenstein       | Partido amistoso                |
| 05-09-2024 | Serravalle   | San Marino          | 1:0 (0:0) | Liechtenstein       | Liga de Naciones UEFA 24/25     |
| 08-09-2024 | Punta Europa | Gibraltar           | 2:2 (1:0) | Liechtenstein       | Liga de Naciones UEFA 24/25     |
| 10-10-2024 | Vaduz        | Liechtenstein       | 1:0 (1:0) | Hong Kong           | Partido amistoso                |
| 13-10-2024 | Vaduz        | Liechtenstein       | 0:0       | Gibraltar           | Liga de Naciones UEFA 24/25     |
| 14-11-2024 | Ta'Qali      | Malta               | 2:0 (0:0) | Liechtenstein       | Partido amistoso                |
| 18-11-2024 | Vaduz        | Liechtenstein       | 1:3 (1:0) | San Marino          | Liga de Naciones UEFA 24/25     |
| 22-03-2025 | Vaduz        | Liechtenstein       | 0:3 (0:1) | Macedonia del Norte | Clasificación Copa Mundial 2026 |
| 25-03-2025 | Vaduz        | Liechtenstein       | 0:2 (0:2) | Kazajistán          | Clasificación Copa Mundial 2026 |
| 06-06-2025 | Cardiff      | Gales               | 3:0 (1:0) | Liechtenstein       | Partido amistoso                |
| 09-06-2025 | Vaduz        | Liechtenstein       | 0:4 (0:2) | Escocia             | Partido amistoso                |
| 04-09-2025 | Vaduz        | Liechtenstein       | -:-       | Bélgica             | Clasificación Copa Mundial 2026 |
| 07-09-2025 | Skopje       | Macedonia del Norte | -:-       | Liechtenstein       | Clasificación Copa Mundial 2026 |
| 10-10-2025 | Astaná       | Kazajistán          | -:-       | Liechtenstein       | Clasificación Copa Mundial 2026 |
| 13-10-2025 | Podgorica    | Montenegro          | -:-       | Liechtenstein       | Partido amistoso                |
| 15-11-2025 | Vaduz        | Liechtenstein       | -:-       | Gales               | Clasificación Copa Mundial 2026 |
| 18-11-2025 | TBD          | Bélgica             | -:-       | Liechtenstein       | Clasificación Copa Mundial 2026 |

## Estadísticas

### Copa Mundial de Fútbol
| Copa Mundial de Fútbol | Copa Mundial de Fútbol  | Copa Mundial de Fútbol  | Copa Mundial de Fútbol  | Copa Mundial de Fútbol  | Copa Mundial de Fútbol  | Copa Mundial de Fútbol  | Copa Mundial de Fútbol  |
| Año                    | Ronda                   | J                       | G                       | E                       | P                       | GF                      | GC                      |
| ---------------------- | ----------------------- | ----------------------- | ----------------------- | ----------------------- | ----------------------- | ----------------------- | ----------------------- |
| 1930                   | No existía la selección | No existía la selección | No existía la selección | No existía la selección | No existía la selección | No existía la selección | No existía la selección |
| 1934                   | No existía la selección | No existía la selección | No existía la selección | No existía la selección | No existía la selección | No existía la selección | No existía la selección |
| 1938                   | No existía la selección | No existía la selección | No existía la selección | No existía la selección | No existía la selección | No existía la selección | No existía la selección |
| 1950                   | No existía la selección | No existía la selección | No existía la selección | No existía la selección | No existía la selección | No existía la selección | No existía la selección |
| 1954                   | No existía la selección | No existía la selección | No existía la selección | No existía la selección | No existía la selección | No existía la selección | No existía la selección |
| 1958                   | No existía la selección | No existía la selección | No existía la selección | No existía la selección | No existía la selección | No existía la selección | No existía la selección |
| 1962                   | No existía la selección | No existía la selección | No existía la selección | No existía la selección | No existía la selección | No existía la selección | No existía la selección |
| 1966                   | No existía la selección | No existía la selección | No existía la selección | No existía la selección | No existía la selección | No existía la selección | No existía la selección |
| 1970                   | No existía la selección | No existía la selección | No existía la selección | No existía la selección | No existía la selección | No existía la selección | No existía la selección |
| 1974                   | No existía la selección | No existía la selección | No existía la selección | No existía la selección | No existía la selección | No existía la selección | No existía la selección |
| 1978                   | No existía la selección | No existía la selección | No existía la selección | No existía la selección | No existía la selección | No existía la selección | No existía la selección |
| 1982 - 1994            | No participó            | No participó            | No participó            | No participó            | No participó            | No participó            | No participó            |
| 1998                   | No clasificó            | No clasificó            | No clasificó            | No clasificó            | No clasificó            | No clasificó            | No clasificó            |
| 2002                   | No clasificó            | No clasificó            | No clasificó            | No clasificó            | No clasificó            | No clasificó            | No clasificó            |
| 2006                   | No clasificó            | No clasificó            | No clasificó            | No clasificó            | No clasificó            | No clasificó            | No clasificó            |
| 2010                   | No clasificó            | No clasificó            | No clasificó            | No clasificó            | No clasificó            | No clasificó            | No clasificó            |
| 2014                   | No clasificó            | No clasificó            | No clasificó            | No clasificó            | No clasificó            | No clasificó            | No clasificó            |
| 2018                   | No clasificó            | No clasificó            | No clasificó            | No clasificó            | No clasificó            | No clasificó            | No clasificó            |
| 2022                   | No clasificó            | No clasificó            | No clasificó            | No clasificó            | No clasificó            | No clasificó            | No clasificó            |
| 2026                   | Por disputarse          | Por disputarse          | Por disputarse          | Por disputarse          | Por disputarse          | Por disputarse          | Por disputarse          |
| Total                  | 0/22                    | -                       | -                       | -                       | -                       | -                       | -                       |

### Eurocopa
| Eurocopa | Eurocopa                | Eurocopa                | Eurocopa                | Eurocopa                | Eurocopa                | Eurocopa                | Eurocopa                |
| Año      | Ronda                   | J                       | G                       | E                       | P                       | GF                      | GC                      |
| -------- | ----------------------- | ----------------------- | ----------------------- | ----------------------- | ----------------------- | ----------------------- | ----------------------- |
| 1960     | No existía la selección | No existía la selección | No existía la selección | No existía la selección | No existía la selección | No existía la selección | No existía la selección |
| 1964     | No existía la selección | No existía la selección | No existía la selección | No existía la selección | No existía la selección | No existía la selección | No existía la selección |
| 1968     | No existía la selección | No existía la selección | No existía la selección | No existía la selección | No existía la selección | No existía la selección | No existía la selección |
| 1972     | No existía la selección | No existía la selección | No existía la selección | No existía la selección | No existía la selección | No existía la selección | No existía la selección |
| 1976     | No existía la selección | No existía la selección | No existía la selección | No existía la selección | No existía la selección | No existía la selección | No existía la selección |
| 1980     | No existía la selección | No existía la selección | No existía la selección | No existía la selección | No existía la selección | No existía la selección | No existía la selección |
| 1984     | No participó            | No participó            | No participó            | No participó            | No participó            | No participó            | No participó            |
| 1988     | No participó            | No participó            | No participó            | No participó            | No participó            | No participó            | No participó            |
| 1992     | No participó            | No participó            | No participó            | No participó            | No participó            | No participó            | No participó            |
| 1996     | No clasificó            | No clasificó            | No clasificó            | No clasificó            | No clasificó            | No clasificó            | No clasificó            |
| 2000     | No clasificó            | No clasificó            | No clasificó            | No clasificó            | No clasificó            | No clasificó            | No clasificó            |
| 2004     | No clasificó            | No clasificó            | No clasificó            | No clasificó            | No clasificó            | No clasificó            | No clasificó            |
| 2008     | No clasificó            | No clasificó            | No clasificó            | No clasificó            | No clasificó            | No clasificó            | No clasificó            |
| 2012     | No clasificó            | No clasificó            | No clasificó            | No clasificó            | No clasificó            | No clasificó            | No clasificó            |
| 2016     | No clasificó            | No clasificó            | No clasificó            | No clasificó            | No clasificó            | No clasificó            | No clasificó            |
| 2020     | No clasificó            | No clasificó            | No clasificó            | No clasificó            | No clasificó            | No clasificó            | No clasificó            |
| 2024     | No clasificó            | No clasificó            | No clasificó            | No clasificó            | No clasificó            | No clasificó            | No clasificó            |
| Total    | 0/17                    | -                       | -                       | -                       | -                       | -                       | -                       |

### Liga de Naciones de la UEFA
| Liga de Naciones de la UEFA | Liga de Naciones de la UEFA | Liga de Naciones de la UEFA | Liga de Naciones de la UEFA | Liga de Naciones de la UEFA | Liga de Naciones de la UEFA | Liga de Naciones de la UEFA | Liga de Naciones de la UEFA | Liga de Naciones de la UEFA | Liga de Naciones de la UEFA |
| Año                         | L                           | G                           | Ronda                       | J                           | G                           | E                           | P                           | GF                          | GC                          |
| --------------------------- | --------------------------- | --------------------------- | --------------------------- | --------------------------- | --------------------------- | --------------------------- | --------------------------- | --------------------------- | --------------------------- |
| 2018-19                     | D                           | 4                           | Cuarto lugar                | 6                           | 1                           | 1                           | 4                           | 7                           | 12                          |
| 2020-21                     | D                           | 2                           | Segundo lugar               | 4                           | 1                           | 2                           | 1                           | 3                           | 2                           |
| 2022-23                     | D                           | 1                           | Cuarto lugar                | 6                           | 0                           | 0                           | 6                           | 1                           | 11                          |
| 2024-25                     | D                           | 1                           | Tercer lugar                | 4                           | 0                           | 2                           | 2                           | 3                           | 6                           |
| Total                       | Total                       | Total                       | 4/4                         | 20                          | 2                           | 5                           | 13                          | 14                          | 31                          |

## Indumentaria
| 2015 | 2015 | 2017 | 2017 | 2018 | 2018 | 2022-23 | 2022-23 | 2023 |

## Jugadores

### Última convocatoria
Lista de jugadores para los partidos ante Macedonia del Norte y Kazajistán en marzo de 2025.
| No. | Pos. | Jugador            | Fecha de nacimiento (edad)         | Apa. | Goles | Club                   |
| --- | ---- | ------------------ | ---------------------------------- | ---- | ----- | ---------------------- |
| 1   | POR  | Benjamin Büchel    | 4 de julio de 1989 (36 años)       | 72   | 0     | Vaduz                  |
| 12  | POR  | Gabriel Foser      | 2 de septiembre de 2002 (22 años)  | 0    | 0     | Eschen/Mauren          |
| 21  | POR  | Tim-Tiado Oehri    | 15 de diciembre de 2003 (21 años)  | 0    | 0     | Vaduz                  |
|     |      |                    |                                    |      |       |                        |
| 2   | DEF  | Niklas Beck        | 25 de marzo de 2001 (24 años)      | 25   | 0     | Balzers                |
| 3   | DEF  | Maximilian Göppel  | 31 de agosto de 1997 (27 años)     | 70   | 2     | Young Fellows Juventus |
| 4   | DEF  | Lars Traber        | 12 de junio de 2000 (25 años)      | 20   | 0     | Vaduz                  |
| 6   | DEF  | Andreas Malin      | 31 de enero de 1994 (31 años)      | 49   | 0     | Rot-Weiß Rankweil      |
| 10  | DEF  | Sandro Wieser      | 3 de febrero de 1993 (32 años)     | 68   | 2     | Vaduz                  |
| 19  | DEF  | Felix Oberwaditzer | 14 de marzo de 2006 (19 años)      | 4    | 0     | SCR Altach             |
|     | DEF  | Martin Marxer      | 4 de octubre de 1999 (25 años)     | 16   | 0     | Düdingen               |
|     | DEF  | Johannes Schädler  | 12 de julio de 2003 (22 años)      | 0    | 0     | Vaduz                  |
|     |      |                    |                                    |      |       |                        |
| 5   | MED  | Jens Hofer         | 1 de octubre de 1997 (27 años)     | 35   | 0     | Düdingen               |
| 8   | MED  | Aron Sele          | 2 de septiembre de 1996 (28 años)  | 65   | 1     | Young Fellows Juventus |
| 13  | MED  | Kenny Kindle       | 29 de noviembre de 2003 (21 años)  | 11   | 0     | Vaduz                  |
| 14  | MED  | Jakob Lorenz       | 11 de septiembre de 2001 (23 años) | 4    | 0     | Blau-Weiß Feldkirch    |
| 15  | MED  | Fabio Wolfinger    | 5 de noviembre de 1996 (28 años)   | 33   | 1     | Balzers                |
| 16  | MED  | Severin Schlegel   | 24 de julio de 2004 (20 años)      | 7    | 0     | Vaduz                  |
| 17  | MED  | Simon Lüchinger    | 28 de noviembre de 2002 (22 años)  | 28   | 0     | Vaduz                  |
| 18  | MED  | Nicolas Hasler     | 4 de mayo de 1991 (34 años)        | 101  | 7     | Vaduz                  |
| 20  | MED  | Sandro Wolfinger   | 24 de agosto de 1991 (33 años)     | 71   | 3     | Balzers                |
| 23  | MED  | Emanuel Zünd       | 29 de diciembre de 2004 (20 años)  | 5    | 0     | Veyrier                |
|     | MED  | Samuel Cernadas    | 23 de diciembre de 2003 (21 años)  | 0    | 0     | Schaan                 |
|     |      |                    |                                    |      |       |                        |
| 7   | DEL  | Fabio Luque Notaro | 31 de agosto de 2005 (19 años)     | 13   | 0     | Vaduz                  |
| 9   | DEL  | Ferhat Saglam      | 10 de octubre de 2001 (23 años)    | 16   | 1     | Brühl                  |
| 11  | DEL  | Dennis Salanović   | 26 de febrero de 1996 (29 años)    | 64   | 4     | York United            |
| 22  | DEL  | Willy Pizzi        | 28 de diciembre de 1994 (30 años)  | 2    | 0     | Eschen/Mauren          |
|     | DEL  | Andrin Netzer      | 11 de enero de 2002 (23 años)      | 18   | 0     | Balzers                |

### Goleadores
| Pos. | Jugador           | Goles | Apariciones | Periodo   |
| ---- | ----------------- | ----- | ----------- | --------- |
| 1    | Mario Frick       | 16    | 126         | 1993–2017 |
| 2    | Franz Burgmeier   | 6     | 101         | 2001–2018 |
| 3    | Michele Polverino | 6     | 75          | 2007–     |
| 4    | Martin Stocklasa  | 5     | 114         | 1996–2014 |
| 4    | Thomas Beck       | 5     | 91          | 1998–2013 |
| 6    | Dennis Salanović  | 4     | 37          | 2014–     |
| 7    | Michael Stocklasa | 2     | 70          | 1998–2012 |
| 7    | Fabio D'Elia      | 2     | 50          | 2001–2010 |
| 7    | Martin Büchel     | 2     | 66          | 2004–     |
| 7    | Nicolas Hasler    | 2     | 61          | 2010–     |

| \| Pos. \| Jugador \| Apariciones \| goles \| Periodo \| \| ---- \| ----------------- \| ----------- \| ----- \| --------- \| \| 1 \| Peter Jehle \| 132 \| 0 \| 1998–2018 \| \| 2 \| Mario Frick \| 126 \| 16 \| 1993–2017 \| \| 3 \| Martin Stocklasa \| 113 \| 5 \| 1996–2014 \| \| 4 \| Franz Burgmeier \| 112 \| 9 \| 2001– \| \| 5 \| Thomas Beck \| 92 \| 5 \| 1998–2013 \| \| 6 \| Daniel Hasler \| 81 \| 1 \| 1993–2007 \| \| 7 \| Martin Tesler \| 73 \| 1 \| 1996–2007 \| \| 8 \| Martin Büchel \| 72 \| 2 \| 2004- \| \| 8 \| Ronny Büchel \| 72 \| 0 \| 1998-2010 \| \| 10 \| Michael Stocklasa \| 71 \| 2 \| 1998–2012 \| |                   |             |       |           |
| Pos. | Jugador           | Apariciones | goles | Periodo   |
| 1 | Peter Jehle       | 132         | 0     | 1998–2018 |
| 2 | Mario Frick       | 126         | 16    | 1993–2017 |
| 3 | Martin Stocklasa  | 113         | 5     | 1996–2014 |
| 4 | Franz Burgmeier   | 112         | 9     | 2001–     |
| 5 | Thomas Beck       | 92          | 5     | 1998–2013 |
| 6 | Daniel Hasler     | 81          | 1     | 1993–2007 |
| 7 | Martin Tesler     | 73          | 1     | 1996–2007 |
| 8 | Martin Büchel     | 72          | 2     | 2004-     |
| 8 | Ronny Büchel      | 72          | 0     | 1998-2010 |
| 10 | Michael Stocklasa | 71          | 2     | 1998–2012 |

### Entrenadores
- Erich Bürzle (1990)
- Marcelo Camacho (1990–1996)
- Alfred Riedl (1997–1998)
- Erich Bürzle (1998)
- Ralf Loose (1998–2003)
- Walter Hörmann (2003–2004)
- Martin Andermatt (2004–2006)
- Urs Meier (2006)
- Hans-Peter Zaugg (2006–2012)
- Rene Pauritsch (2013–2018)
- Helgi Kolvidsson (2019–2020)
- Martin Stocklasa (2021–2023)
- Rene Pauritsch interino (2023)
- Konrad Fünfstück (2023-Act.)

## Récord ante otras selecciones
Actualizado al 9 de junio de 2025.
| País                 | J   | G  | E  | P   | GF  | GC  | GD   |
| -------------------- | --- | -- | -- | --- | --- | --- | ---- |
| Albania              | 4   | 0  | 0  | 4   | 0   | 9   | −9   |
| Alemania             | 6   | 0  | 0  | 6   | 3   | 38  | −35  |
| Andorra              | 4   | 1  | 0  | 3   | 2   | 5   | −3   |
| Arabia Saudita       | 1   | 1  | 0  | 0   | 1   | 0   | +1   |
| Armenia              | 6   | 0  | 3  | 3   | 5   | 10  | −5   |
| Australia            | 1   | 0  | 0  | 1   | 1   | 3   | −2   |
| Austria              | 9   | 0  | 0  | 9   | 1   | 36  | −35  |
| Azerbaiyán           | 5   | 1  | 1  | 3   | 2   | 8   | −6   |
| Bielorrusia          | 2   | 0  | 0  | 2   | 2   | 7   | −5   |
| Bosnia y Herzegovina | 9   | 0  | 1  | 8   | 2   | 33  | −31  |
| Cabo Verde           | 1   | 0  | 0  | 1   | 0   | 6   | −6   |
| Catar                | 1   | 1  | 0  | 0   | 2   | 1   | +1   |
| Croacia              | 2   | 0  | 0  | 2   | 2   | 8   | −6   |
| República Checa      | 2   | 0  | 0  | 2   | 0   | 4   | −4   |
| Dinamarca            | 3   | 0  | 0  | 3   | 0   | 13  | −13  |
| Escocia              | 3   | 0  | 0  | 2   | 1   | 7   | −6   |
| Eslovaquia           | 11  | 0  | 2  | 9   | 1   | 31  | −30  |
| España               | 8   | 0  | 0  | 8   | 0   | 39  | −39  |
| Estados Unidos       | 1   | 0  | 0  | 1   | 1   | 4   | −3   |
| Estonia              | 5   | 0  | 1  | 4   | 2   | 10  | −8   |
| Finlandia            | 5   | 0  | 2  | 3   | 3   | 9   | −6   |
| Gales                | 4   | 0  | 0  | 4   | 0   | 11  | −11  |
| Georgia              | 1   | 0  | 0  | 1   | 0   | 2   | −2   |
| Gibraltar            | 8   | 1  | 4  | 3   | 6   | 8   | -2   |
| Grecia               | 5   | 0  | 1  | 4   | 1   | 8   | −7   |
| Hong Kong            | 1   | 1  | 0  | 0   | 1   | 0   | +1   |
| Hungría              | 3   | 0  | 1  | 2   | 0   | 10  | −10  |
| Islandia             | 10  | 1  | 2  | 7   | 6   | 28  | −22  |
| Islas Feroe          | 8   | 0  | 0  | 8   | 4   | 21  | −17  |
| Indonesia            | 1   | 1  | 0  | 0   | 3   | 2   | +1   |
| Inglaterra           | 2   | 0  | 0  | 2   | 0   | 4   | −4   |
| Israel               | 5   | 0  | 0  | 5   | 1   | 15  | −14  |
| Irlanda              | 4   | 0  | 1  | 3   | 0   | 14  | −14  |
| Irlanda del Norte    | 4   | 0  | 0  | 4   | 6   | 17  | −11  |
| Italia               | 4   | 0  | 0  | 4   | 0   | 20  | −20  |
| Kazajistán           | 1   | 0  | 0  | 1   | 0   | 2   | −2   |
| Letonia              | 12  | 1  | 2  | 9   | 5   | 21  | −16  |
| Lituania             | 6   | 1  | 1  | 4   | 3   | 8   | −5   |
| Luxemburgo           | 6   | 3  | 1  | 2   | 12  | 7   | +5   |
| Macedonia del Norte  | 12  | 0  | 1  | 11  | 5   | 45  | −40  |
| Malasia              | 1   | 1  | 0  | 0   | 1   | 0   | +1   |
| Malta                | 6   | 0  | 1  | 5   | 3   | 16  | −13  |
| Moldavia             | 4   | 1  | 1  | 2   | 2   | 5   | −3   |
| Montenegro           | 2   | 0  | 1  | 1   | 0   | 2   | −2   |
| Países Bajos         | 1   | 0  | 0  | 1   | 0   | 3   | −3   |
| Polonia              | 1   | 0  | 0  | 1   | 0   | 2   | −2   |
| Portugal             | 9   | 0  | 1  | 8   | 3   | 41  | −38  |
| Rumania              | 7   | 0  | 1  | 6   | 1   | 30  | −29  |
| Rusia                | 5   | 0  | 0  | 5   | 1   | 15  | −14  |
| San Marino           | 8   | 3  | 2  | 3   | 7   | 7   | 0    |
| Suecia               | 4   | 0  | 0  | 4   | 1   | 10  | −9   |
| Suiza                | 9   | 0  | 0  | 9   | 1   | 28  | −27  |
| Tailandia            | 1   | 0  | 0  | 1   | 0   | 2   | −2   |
| Togo                 | 1   | 0  | 0  | 1   | 0   | 1   | −1   |
| Turquía              | 2   | 0  | 0  | 2   | 0   | 8   | −8   |
| Total                | 247 | 18 | 31 | 198 | 104 | 694 | −590 |